# Ed Yost
Paul Edward Yost  (Bristow, 30 de junho de 1919 — Vadito, 27 de maio de 2007) foi um inventor e aeronauta estadunidense, criador do balão de ar quente moderno, referido como o "Pai do moderno balão a ar quente".

## Biografia
Em 1956 Yost fundou a Raven Industries, para desenhar e construir balões a ar quente para o Departamento de Pesquisa Naval da Marinha dos Estados Unidos, que queria os balões para o transporte de cargas pequenas, a curtas distâncias. Yost e a sua equipe estudaram o modelo então comum do balão a ar quente, pouco modificado desde a época dos irmãos Montgolfier, e o aperfeiçoaram, acrescentando um sistema combustor de propano, um novo material de envelope, um novo sistema de inflação (a maçarico) e novas tecnologias de segurança.
Quando na década de 1960 o Departamento de Pesquisa Naval da Marinha dos Estados Unidos perdeu o interesse nos balões a ar quente, Yost começou a vendê-los como equipamento esportivo, fazendo renascer o balonismo.
Em 1976 Yost estabeleceu treze novos recordes mundiais de tempo e distância em voo de balão, tentando cruzar o Atlântico sozinho no balão Silver Fox (Raposa Prateada), de sua autoria.
Morreu aos 87 anos de ataque cardíaco na sua casa em Vadito, perto de Taos.